# 크래커잭 (1994년 영화)
《크래커잭》(Crackerjack)은 캐나다에서 제작된 마이클 마조 감독의 1994년 액션 영화이다. 토마스 이안 그리피스 등이 주연으로 출연하였고 로이드 A. 시맨들 등이 제작에 참여하였다.

## 출연

### 주연
- 토마스 이안 그리피스
- 나스타샤 킨스키

### 조연
- 크리스토퍼 플러머
- 조지 툴리아토스
- 리사 번팅
- 리차드 살리
- 윌리암 S. 테일러
- 프랭크 카시니
- 프랭크 C. 터너
- 도로시 페어
- 블라디미르 커리치
- 알렉스 디아컨
- 소니 수로위엑
- 스콧 맥닐
- 롭 윌턴
- 더글러스 아더스
- 릭 피어스
- 존 베어 커티스
- 가빈 크로스
- 던컨 프레이저
- 톰 픽켓
- 수지 조아킴
- 로이드 베리
- 제임스 톰
- 베리 W. 레비
- 브래드 로리
- 스콧 J. 아테아
- 게리 테리엔
- 마이크 크레스테조
- 마크 에이커스트림
- 오웬 월스트롬

## 기타
- 라인프로듀서: 댄 하워드
- 의상: 캐롤라인 크랜스턴
- 배역: 앤 앤더슨스
- 배역: 애브라 에델만
- 배역: 엘리사 굿맨
- 배역: 카멘 루이즈 라자